# Gustaf Peyron (1921–2007)
Gustaf Fredrik Carl Peyron, född 7 maj 1921 i Oscars församling i Stockholms stad, död 25 oktober 2007 i Solna församling i Stockholms län, var en svensk militär.

## Biografi
Peyron avlade studentexamen i Stockholm 1939. Han avlade officersexamen vid Krigsskolan 1943 och utnämndes samma år till fänrik vid Södermanlands pansarregemente. Han befordrades till löjtnant 1945, studerade vid Krigshögskolan 1952–1954 och befordrades till kapten 1956. Han var lärare vid Krigshögskolan 1958–1960 och studerade 1960 vid Staff College i Storbritannien. År 1961 befordrades han till major, varpå han var chef för Taktikavdelningen vid Arméstaben 1961–1964. Han befordrades 1964 till överstelöjtnant och tjänstgjorde vid Skaraborgs regemente 1964–1966. År 1966 befordrades han till överste och 1966–1967 var han chef för Pansartruppskolan, varpå han 1967–1968 var chef för Skaraborgs regemente. Han var chef för Sektion 2 i Arméstaben med ansvar för arméns utbildningsfrågor 1968–1972 och stabschef vid staben i Nedre Norrlands militärområde 1972–1974. År 1974 befordrades han till generalmajor, varefter han var tillförordnad chef för Militärhögskolan 1974–1978 och befälhavare i Nedre Norrlands militärområde 1978–1982. Åren 1982–1983 stod han till överbefälhavarens förfogande, varpå han 1983–1984 var chef för svenska delegationen vid Neutrala nationernas övervakningskommission i Korea. Han inträdde i reserven 1984. Åren 1985–1991 var Peyron slottsfogde på Ulriksdals slott och Haga slott.
Gustaf Peyron invaldes 1966 som ledamot av Kungliga Krigsvetenskapsakademien. Han var ordförande i Delegationen för militärhistorisk forskning 1974–1978. Från 1958 var han medlem av Publicistklubben.
Gustaf Peyron var son till generalmajor Henry Peyron och Louise född Reuterskiöld. Han gifte sig 1951 med gymnastikdirektör Gunvor Nordenhaag (1926–2011). Makarna Peyron är begravda på Solna kyrkogård.

## Utmärkelser
- Riddare av Svärdsorden, 1961.[10]
- Kommendör av Svärdsorden, 17 november 1969.[11]
- Kommendör av första klass av Svärdsorden, 11 november 1972.[12]